# Skutečný vlastník
Skutečným vlastníkem ve vnitrostátním a mezinárodním obchodním právu je fyzická osoba nebo osoby, které v konečném důsledku vlastní nebo ovládají podíl v právnické osobě nebo uspořádání, jako je např. firma, trust, nadace nebo svěřenecký fond.
Tyto osoby se v některých případech označují slovem beneficient.
Zákonní majitelé (tj. evidovaní vlastníci), běžně označovaní jako „registrovaní vlastníci“, mohou mít stejné zájmy jako skuteční vlastníci nebo konat ve prospěch někoho jiného, v takovém případě mohou být popsáni jako „jmenovaní zástupci“ právnické osoby.

## Definice
V březnu 2019 zpráva Inter-American Development Bank (IADB) definovala skutečné vlastníky jako „výlučně fyzické osoby, které v konečném důsledku vlastní nebo ovládají právnickou osobu nebo uspořádání, jako je společnost, trust, nadace“.
Podle zákona o burze cenných papírů Spojených států amerických je skutečným vlastníkem cenného papíru jakákoli osoba, která přímo nebo nepřímo má nebo sdílí hlasovací nebo investiční moc.
Doporučení FATF jsou uznávána jako globální standard proti praní špinavých peněz (AML) a proti financování terorismu (CFT).
Podle kanadské fy Trulioo proces identifikace konečných skutečných vlastníků (dále UBO) zahrnuje získávání a ověřování „přesných firemních informací týkajících se identifikačního čísla a názvu společnosti, adresy, statutu a klíčových manažerů“ společně s analýzou „vlastnické struktury a procent, určením subjektů nebo fyzických osob, které mají vlastnický podíl, buď přímo nebo prostřednictvím jiné strany“. To zahrnuje výpočet celkového vlastnického podílu nebo manažerské kontroly jakékoli fyzické osoby a určení, zda překračuje práh pro hlášení UBO a skórování AML/KYC u všech jednotlivců, kteří byli označeni za UBO.
Beneficient, oprávněný je podle Slovníku cizích slov např. ten, v jehož prospěch je spravován trust, nebo ten, jemuž banka poskytuje plnění z akreditivu.
Správce nebo exekutor obvykle není skutečným vlastníkem aktiv svěřenského fondu nebo majetku.

### Držba a detence
Držba je právní pojem vyjadřující kontrolu, kterou osoba úmyslně vykonává nad věcí, přičemž její držitel s ní nakládá jako s vlastní. Tím se držba liší od pouhé detence, protože detentor věc pouze ovládá. Držitelem tedy je především samotný vlastník věci, ale i jiná osoba, pokud se chová tak, jakoby jí věc patřila.
Detence je stav faktického ovládání nějaké věci, ale bez vůle ji mít pro sebe. Detentor věc ve skutečnosti ovládá, ale chová se k ní jako k cizí. Je tomu tak např. u nájmu, pachtu, výpůjčky nebo výprosy. Neoprávněné detence je možno řešit žalobou na vydání věci nebo žalobou zápůrčí.

## Česká republika
Česká republika je známa svým sporem s Evropskou komisí o implementaci AML směrnice, zamlžováním pojmu skutečný majitel a skrýváním vlastnictví. (Pojmy skutečný vlastník a skutečný majitel jsou synonyma.) Historie sporu je uvedena v článku Evidence skutečných majitelů, vybrané kauzy českých firem s listinnými akciemi na doručitele jsou v článku Akcie na majitele.
Pojem beneficient používá i Občanský zákoník. Podle OZ beneficient, obmyšlený označuje někoho, kdo má prospěch z majetku, který spravuje jiný.